# 1900年パリオリンピックのクロッケー競技
1900年パリオリンピックのクロッケー競技（1900ねんパリオリンピックのクロッケーきょうぎ）は、1900年パリオリンピックで実施された。パリオリンピックはクロッケーがオリンピックで実施された唯一の大会であり、以後実施されていない。

## 国・地域別メダル獲得数
| 順 | 国・地域 | 金 | 銀 | 銅 | 計 |
| -- | -------- | -- | -- | -- | -- |
| 1  | フランス | 3  | 2  | 2  | 7  |

## 競技結果
| 種目               | 金               | 銀         | 銅         |
| ------------------ | ---------------- | ---------- | ---------- |
| シングルス 1ボール | Aumoitte         | Johin      | Waydelich  |
| シングルス 2ボール | Waydelich        | Vignerot   | Sautereau  |
| ダブルス           | Aumoitte / Johin | 該当者なし | 該当者なし |